# 側副䲁
側副䲁（學名：Parablennius laticlavius），為輻鰭魚綱鳚形目䲁科副䲁屬的一種，分布於西南太平洋澳洲的新南威爾斯、紐西蘭與科瑪狄克群島海域，深度1至3公尺，本魚體延長略側扁，頭部短鈍，眼上方有分支觸鬚，頭部和身體呈淡奶油色至白色，略帶黃色。眼睛後面有一個黑點，上腹部有一條深紫色到黑色的條紋，從眼睛後面延伸到尾鰭基部，體長可達8公分，棲息在水淺的岩石海岸，通常躲藏在岩石裂縫，雌魚產附著性卵，雄魚有護卵行為，幼魚為浮游性，生活習性不明。